# Épine de la scapula
L'épine de la scapula (ou épine de l'omoplate) est une plaque osseuse triangulaire qui traverse transversalement la face postérieure de la scapula au niveau de la partie inférieure de son quart supérieur.

## Description
L'épine de la scapula présente deux faces et trois bords.

### Face supérieure
La face supérieure est concave et forme la fosse supra-épineuse et donne origine à une partie du muscle supra-épineux.

### Face inférieure
La face inférieure fait partie de la fosse infra-épineuse et donne naissance à une portion du muscle infra-épineux. Elle présente près de son centre un canal nourricier.

### Bord antérieur
Le bord antérieur est soudé à la face postérieure de la scapula.

### Bord latéral
Le bord latéral, ou base, le plus court des trois est épais, arrondi et légèrement concave. À l'arrière, il se poursuit par le bord antérieur de l'acromion et à l'avant par la face postérieure du col de la scapula. Il forme l'incisure spinoglénoïdale, passage de communication entre les fosses supra-épineuse et infra-épineuse.

### Bord postérieur

La racine de l'épine de la scapula

Le bord postérieur présente une lèvre supérieure et une lèvre inférieure séparées par un espace rugueux. À son extrémité interne se présente la racine de l'épine de la scapula. Latéralement à la racine se trouve le tubercule deltoïdien de la scapula. La lèvre supérieure se poursuit latéralement par le bord médial de l'acromion en formant l'angle acromial.
Le muscle trapèze s’insère sur la racine et la lèvre supérieure. La partie moyenne de la lèvre présente un renflement elliptique : le tubercule du muscle trapèze.
Le muscle deltoïde est attaché tout le long de la lèvre inférieure.
L'espace rugueux intermédiaire entre les deux lèvres est sous-cutané et en partie recouvert par les fibres tendineuses de ces deux muscles.